# Viscount Dungannon
Viscount Dungannon war ein erblicher britischer Adelstitel, der zweimal in der Peerage of Ireland verliehen wurde. Der Titel war nach der Stadt Dungannon im nordirischen County Tyrone benannt.

## Verleihungen
Der Titel wurde erstmals am 28. August 1662 dem anglo-irischen royalistischen Militär Marcus Trevor verliehen. Gemeinsam mit der Viscountcy wurde ihm der nachgeordnete Titel Baron Trevor, of Rostrevor in the County of Down, verliehen. Beide Titel erloschen beim kinderlosen Tod von dessen jüngerem Sohn, dem 3. Viscount am 8. November 1706.
Der ältere Sohn einer Enkelin des Halbbruders des 1. Viscounts erster Verleihung, der irische Unterhausabgeordnete und Bankier Arthur Hill, Bruder des Trevor Hill, 1. Viscount Hillsborough, erbte schließlich die Ländereien der Viscounts in Irland und Wales und ergänzte hierzu 1759 seinen Familiennamen zu Hill-Trevor. Am 17. Februar 1766 wurde ihm in zweiter Verleihung der Titel Viscount Dungannon, in the County of Tyrone, mit dem nachgeordneten Titel Baron Hill, of Olderfleet in the County of Antrim, verliehen. Beide Titel erloschen beim Tod seines Enkels, des 3. Viscount, am 11. August 1862.

## Liste der Viscounts Dungannon

### Viscounts Dungannon (erste Verleihung, 1662)
- Marcus Trevor, 1. Viscount Dungannon (1618–1670)
- Lewis Trevor, 2. Viscount Dungannon († 1693)
- Marcus Trevor, 3. Viscount Dungannon (1669–1706)

### Viscounts Dungannon (zweite Verleihung, 1766)
- Arthur Hill-Trevor, 1. Viscount Dungannon (um 1692–1771)
- Arthur Hill-Trevor, 2. Viscount Dungannon (1763–1837)
- Arthur Hill-Trevor, 3. Viscount Dungannon (1798–1862)